# Controles de reproducción
En electrónica digital, electrónica analógica y entretenimiento, los controles de reproducción (Media control symbols) se refieren a un conjunto de íconos gráficos utilizados comúnmente en interfaces de usuario y dispositivos electrónicos para facilitar la manipulación y control de la reproducción de medios, como música, videos o contenido multimedia en general. Estos símbolos son ampliamente reconocidos y estandarizados para proporcionar una experiencia de usuario coherente en diversas plataformas y dispositivos.

## Símbolos
Los símbolos de los controles de reproducción son representaciones gráficas utilizadas en la interfaz de usuario de dispositivos electrónicos y de entretenimiento para controlar y ajustar la reproducción de video, audio y otros medios. Estos símbolos son ampliamente reconocidos y se encuentran en una multitud de productos, desde reproductores físicos hasta teclados multimedia y controles remotos. A menudo, estos símbolos siguen un diseño dominante y están descritos en la norma ISO/IEC 18035.
| Símbolo | Nombre                       | Nombre en inglés  | Función |
| --- | ---------------------------- | ----------------- | --- |
| A black isosceles triangle pointing right                                                                               | Reproducir                   | Play              | Inicia o reanuda la reproducción del contenido multimedia.                                                      |
| Two congruent black rectangles side-by-side with a space between them                                                   | Pausa                        | Pause             | Pausa o "congela" la reproducción del contenido multimedia.                                                     |
| A black isosceles triangle pointing right next to two congruent black rectangles side-by-side with a space between them | Alternar reproducir / pausar | Play/pause toggle | Alterna entre pausa y reproducción en el contenido multimedia.                                                  |
| A black isosceles triangle pointing left                                                                                | Reversa                      | Reverse           | Reproduce al revés el contenido multimedia.                                                                     |
| A black square | Detener                      | Stop              | Finaliza por completo la reproducción del contenido multimedia.                                                 |
| Two congruent black triangles pointing to the left                                                                      | Rebobinar                    | Rewind            | Retrocede a una parte anterior del contenido multimedia. Si se mantiene pulsado, vuelve al principio.           |
| Two congruent black triangles pointing to the right                                                                     | Avance Rápido                | Fast Forward      | Avanza a una siguiente parte del contenido multimedia. Si se mantiene pulsado, va hacia el final del contenido. |
| A black rectangle to the left of two left-pointing black triangles                                                      | Saltar anterior              | Skip backward     | Cambia el contenido multimedia al archivo, pista o capítulo anterior.                                           |
| A black rectangle to the right of two right-pointing black triangles                                                    | Saltar siguiente             | Skip forward      | Cambia el contenido multimedia al archivo, pista o capítulo siguiente.                                          |
| A red circle | Grabar                       | Record            | Inicia la grabación del contenido multimedia.                                                                   |
| A black rectangle beneath a black triangle pointing upward                                                              | Expulsar                     | Eject             | Expulsa el medio de almacenamiento, como un CD o DVD, del dispositivo multimedia.                               |
| Two arrows crossing each other                                                                                          | Mezclar                      | Shuffle           | Reproduce el contenido multimedia en un orden aleatorio.                                                        |
| Two arrows creating a "loop", each pointing to the other's end                                                          | Bucle / Repetir              | Loop / Repeat     | Repite una pista o todo el contenido multimedia en bucle.                                                       |